# Bibliothèque de Tikkurila
La bibliothèque de Tikkurila (finnois : Tikkurilan kirjasto) est une bibliothèque du quartier de Tikkurila à Vantaa en Finlande, .

## Présentation
La bibliothèque est le point d'accueil principal du réseau de la bibliothèque municipale de Vantaa.
La bibliothèque est située dans un lieu central à proximité de la Gare de Tikkurila à l'adresse Lummetie 4,.
En nombre de prêts et de visiteurs est la bibliothèque la plus importante de Vantaa.
En 2018, elle a reçu 473 300 visiteurs (2018),.
Le département des enfants de la bibliothèque de Tikkurila a reçu beaucoup d'avis positifs.
L'activité est basée sur la coopération avec les malvoyants.
Le parc de la bibliothèque de Tikkurila a reçu en 2017 le prix de la structure environnementale de l'année.

## Groupement Helmet de bibliothèques
La bibliothèque municipale d'Espoo fait partie du groupement Helmet, qui est un groupement de bibliothèques municipales d'Espoo, d'Helsinki, de Kauniainen et de Vantaa ayant une liste de collections commune et des règles d'utilisation communes.

## Galerie

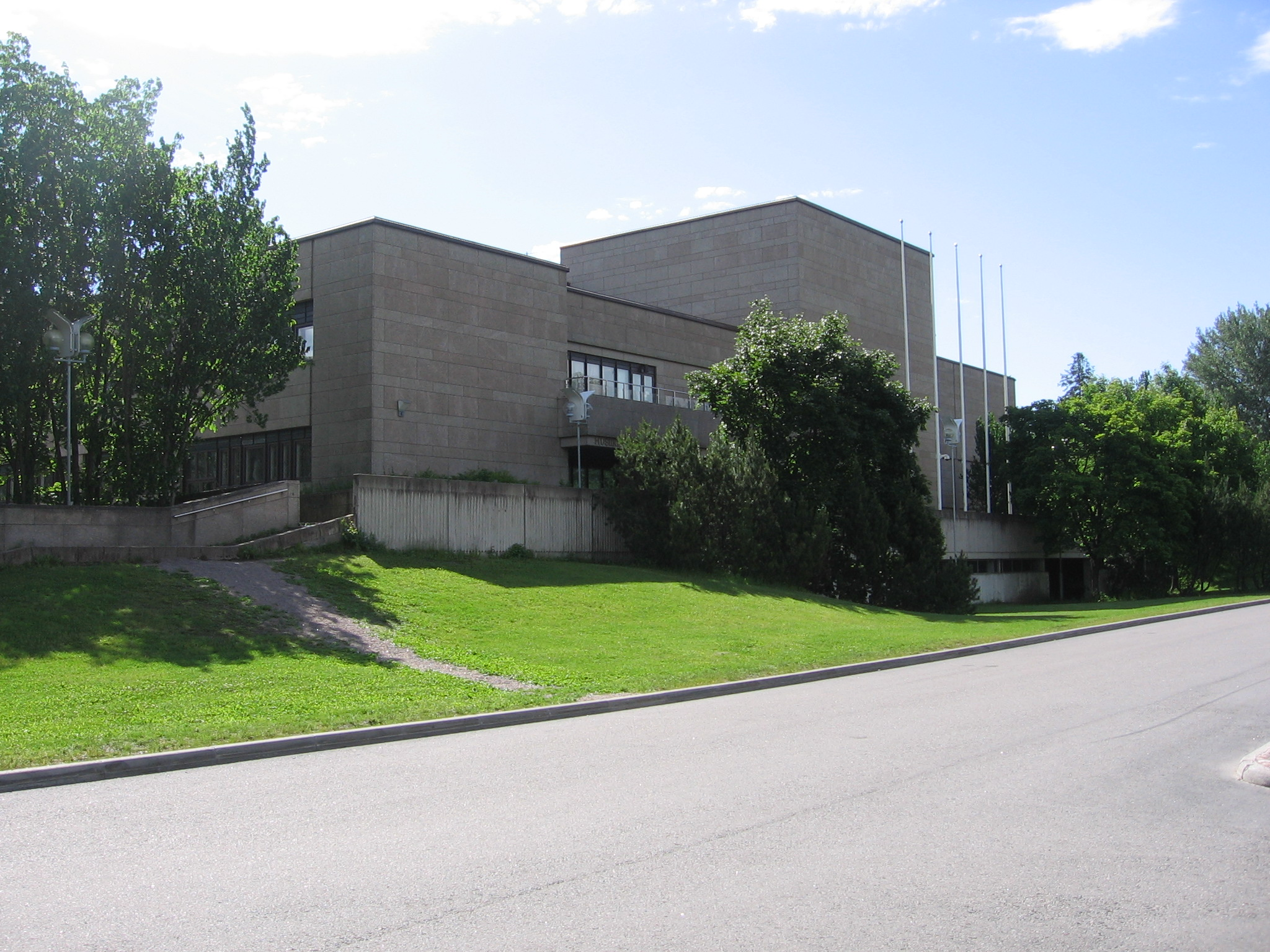
Bâtiment de la bibliothèque de Tikkurila vu du nord-ouest..
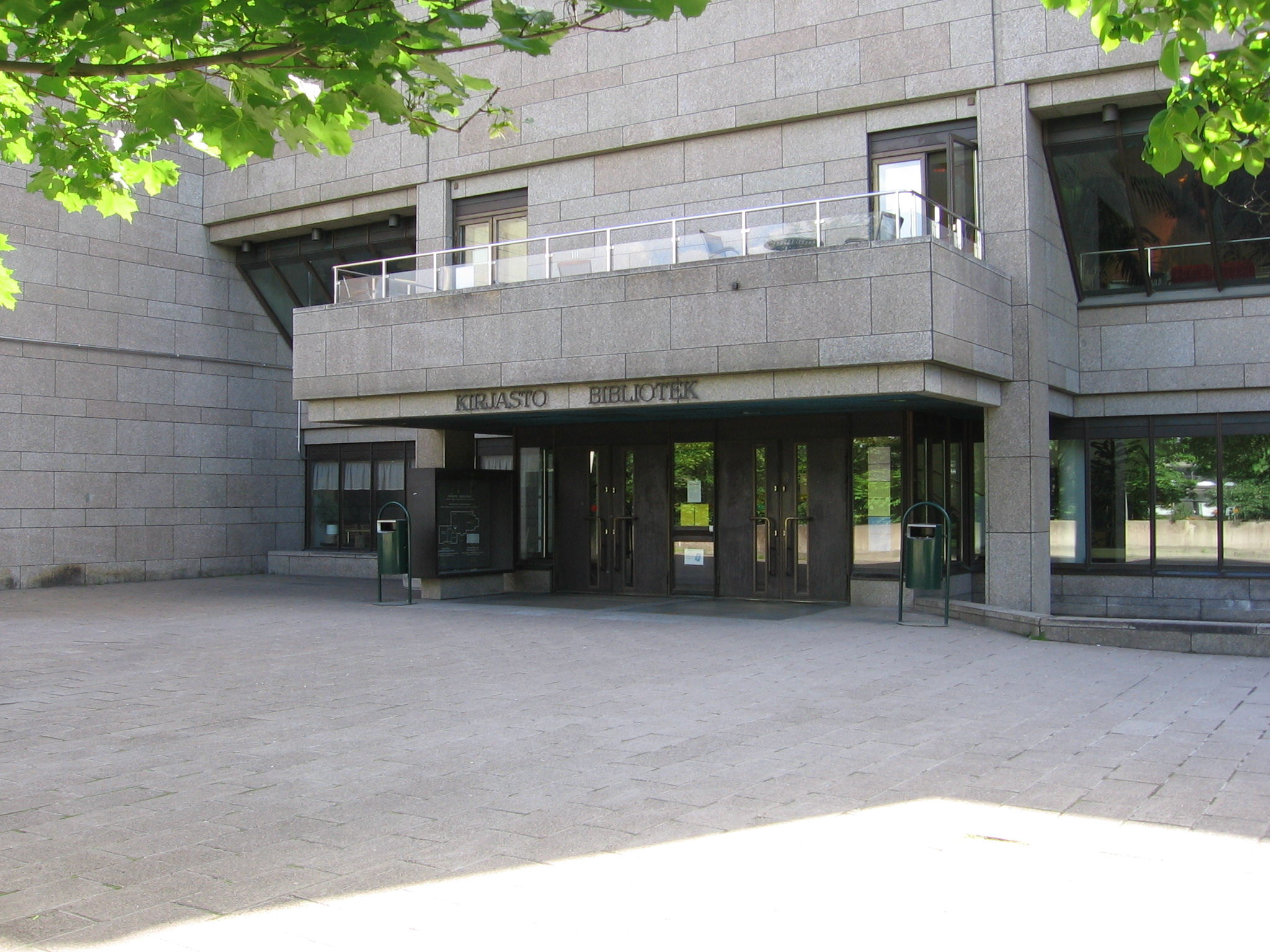
L'entrée de la bibliothèque.
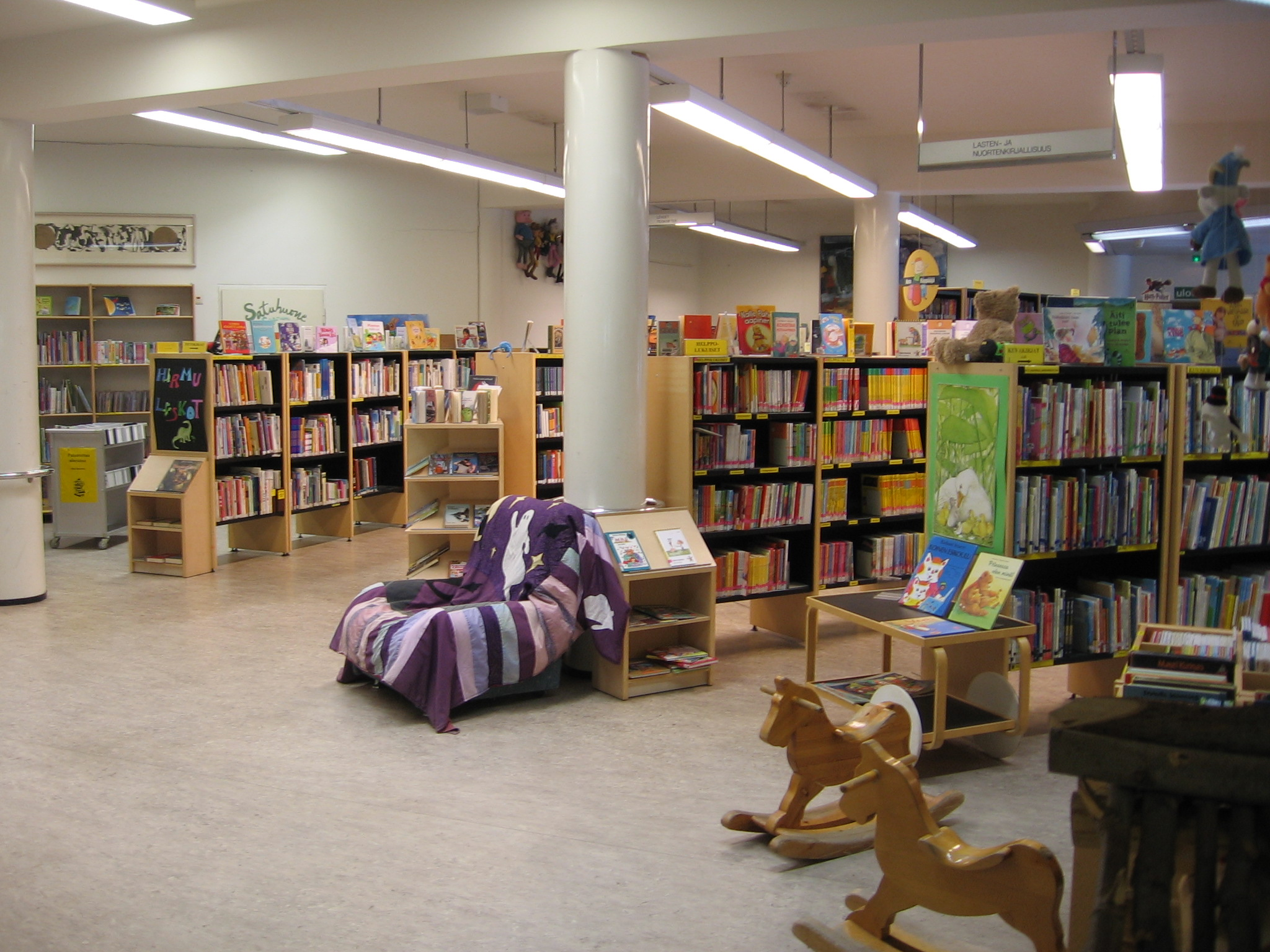
Département de l'enfance.